# Nowy Miedzeszyn
Nowy Miedzeszyn (dawn. Miedzeszyn-Wille, Miedzeszyn Nowy, Miedzeszyn II) – część miasta Warszawy, położona w dzielnicy Wawer.
Leży na obszarze osiedla Radość, które jako jednostka administracyjna dzielnicy Wawer obejmuje teren większy niż teren określany tą nazwą (w jego skład wchodzi obszar zawierający Radość właściwą, Borków, Zagóźdź, Nowy Miedzeszyn oraz Zbójną Górę). Według serwisu Tarego, Nowy Miedeszyn obejmuje obszar w rejonie ulicy Patriotów, na wysokości ulic Panny Wodnej i Izbickiej.
Na Nowym Miedzeszynie rośnie głównie sosna zwyczajna, tworząca bory sosnowe.

## Historia
W latach 1867–1924 wieś letniskowa w gminie Zagóźdź w powiecie warszawskim w woj. warszawskim. W 1921 roku Emilianów liczył 121 stałych mieszkańców. 1 stycznia 1925 włączony do nowo utworzonej gminy Letnisko Falenica w tymże powiecie. 20 października 1933 utworzono gromadę Miedzeszyn Nowy w granicach gminy Letnisko Falenica, składającą się z letniska Miedzeszyn II.
Podczas II wojny światowej w Generalnym Gubernatorstwie, w dystrykcie warszawskim. W 1943 gromada Nowy Miedzeszyn (w gminie Falenica) liczyła 1192 mieszkańców.
15 maja 1951, w związku ze zniesieniem gminy Falenica Letnisko, gromadę Nowy Miedzeszyn włączono do Warszawy.